# Nguyễn Trung Thu (nhà thơ)
Nguyễn Trung Thu (1938-2009) là một nhà giáo, nhà thơ Việt Nam. Ông là tác giả của bài thơ nổi tiếng "Đêm Trường Sơn nhớ Bác", được nhạc sĩ Trần Chung phổ nhạc năm 1974, được xem là một trong 10 bài hát hay nhất về Trường Sơn.

## Cuộc đời
Nhà thơ Nguyễn Trung Thu sinh ngày 26 tháng 9 năm 1938 ở làng Kim Liên (Hà Nội), nơi có nghề cắt tóc và nhuộm vải Đồng Lầm (nay thuộc quận Đống Đa). Ông là con thứ 4 trong gia đình có năm anh chị em. Người em gái út cũng mất khi còn nhỏ, vì vậy, ông được xem là con út trong nhà. Cha ông qua đời khi ông mới 6 tuổi. Năm 1956, các anh chị em ông tản cư vào Thanh Hoá, do thất lạc giấy tờ, để cho ông kịp đi học, gia đình đã khai ông sinh ngày 15 tháng 8 năm 1940. Mẹ ông qua đời năm 1948 tại vùng tản cư. Mãi sau năm 1954, các chị em ông trở về nhà cũ, tìm được giấy tờ mới xác nhận được chính xác ngày sinh của ông.
Sau khi gia đình trở lại Hà Nội, ông tiếp tục đi học và tốt nghiệp Khoa Ngữ văn, Đại học Tổng hợp Hà Nội năm 1964, được giữ lại làm cán bộ giảng dạy. 
Tháng 9 năm 1971, ông nhập ngũ theo lệnh tổng động viên, vào tham gia chiến đấu tại mặt trận Quảng Trị. Tại đây, ông đã sáng tác bài thơ nổi tiếng "Đêm Trường Sơn nhớ Bác" vào ngày 6 tháng 6 năm 1972.
| “                          | "Tôi viết bài thơ Đêm Trường Sơn nhớ Bác lúc tôi đang là anh binh nhì tham gia chiến đấu tại mặt trận Quảng Trị. Đêm 6 tháng 6 năm 1972, đã rất khuya, cảm thấy khó ngủ trong lán hầm ngột ngạt, tôi ôm võng ra mắc nằm bên suối. Đêm ấy, trăng vằng vặc sáng rực cả đại ngàn. Thốt nghĩ cảnh Trường Sơn lúc này y hệt cảnh rừng Việt Bắc năm nào hồi kháng chiến chống Pháp, Bác Hồ đã miêu tả trong bài thơ Cảnh khuya... thế là tôi liền rút cây bút, dưới ánh trăng viết lên lòng bàn tay mấy câu thơ đầu tiên. Chỉ trong sáng hôm sau, bài thơ được hoàn thành không mấy chật vật và sau đó ít lâu, bài thơ được in trên Báo Nhân Dân." | ” |
| — Nhà thơ Nguyễn Trung Thu | |   |

.
Năm 1973, ông được rút khỏi chiến trường, điều về Tạp chí Quân đội nhân dân công tác. Năm 1984, ông lại được điều động chuyển ngành, làm việc tại Ban Văn hóa, văn nghệ Trung ương Đảng, sau là Ban Tư tưởng – Văn hóa Trung ương. Năm 2001, ông nghỉ hưu.
Năm 2007, ông được kết nạp vào Hội nhà văn Việt Nam, khi đã 70 tuổi.
Ông qua đời vì bện ung thư phổi ngày 6 tháng 6 năm 2009 tại Hà Nội, đúng 37 năm sau ngày ông viết bài thơ "Đêm Trường Sơn nhớ Bác" nổi tiếng.

## Tác phẩm
- Em hoặc không ai cả (1995)
- Đêm Trường Sơn nhớ Bác (1996)
- Kỷ niệm về lời ru buồn (1998)
- Đôi mắt xa xăm (2004)
- Tím biếc biển trời (2004)
- Thao thiết tiếng khuya (2009)
- Nhật ký Trường Sơn

…